# یوسوکه نیشی
یوسوکه نیشی (انگلیسی: Yōsuke Nishi؛ زادهٔ ۱۲ مهٔ ۱۹۸۳) بازیکن فوتبال اهل ژاپن است.